# Lanleff
Lanleff is een gemeente in het Franse departement Côtes-d'Armor (regio Bretagne) en telt 106 inwoners (2009). De plaats maakt deel uit van het arrondissement Saint-Brieuc.

## Geografie
De oppervlakte van Lanleff bedraagt 2,1 km², de bevolkingsdichtheid is dus 50,5 inwoners per km².

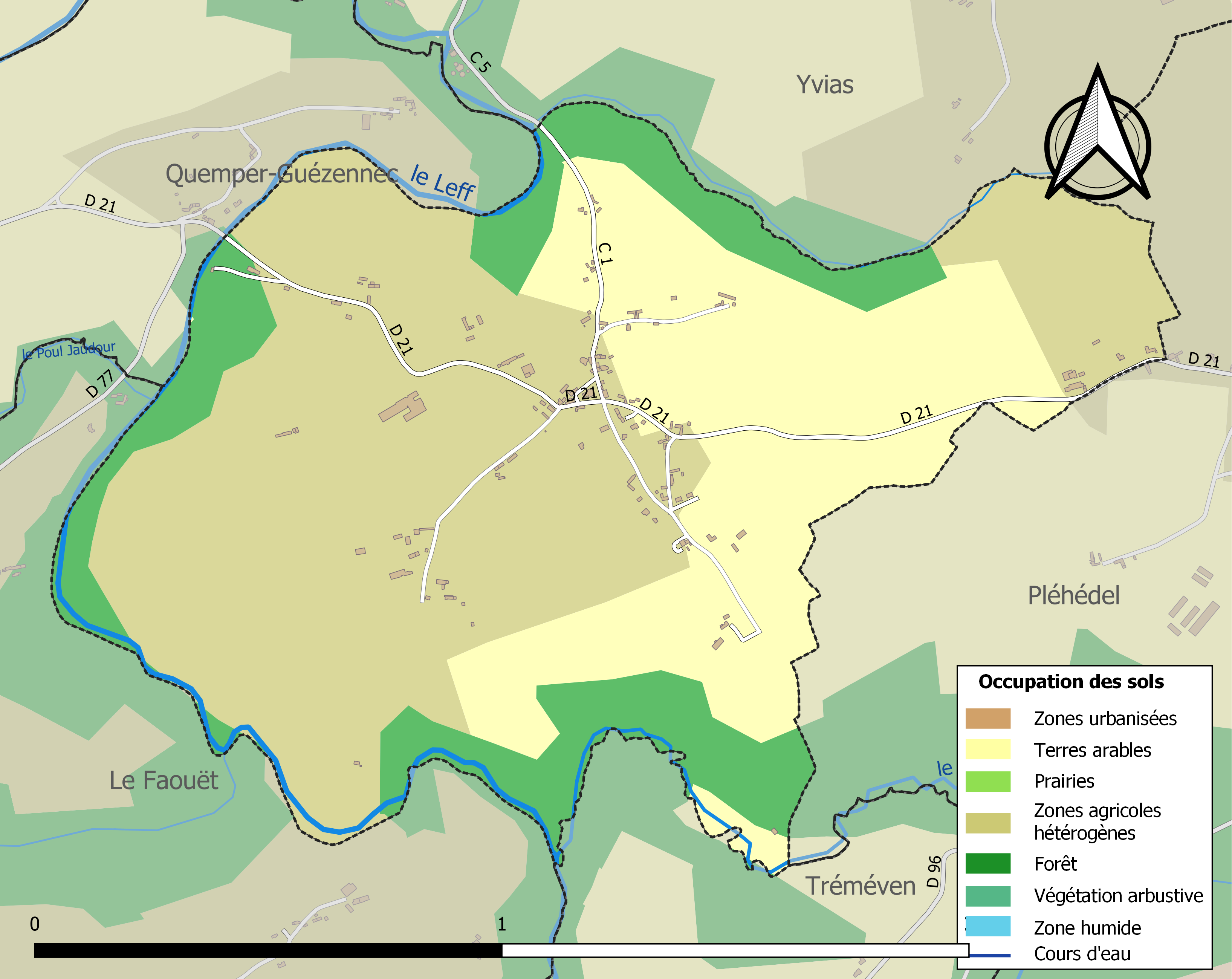
Kaart van de gemeente met de belangrijkste infrastructuur, bodemgebruik en omliggende gemeenten

## Demografie
Onderstaande figuur toont het verloop van het inwonertal (bron: INSEE-tellingen).

1. ↑  Populations de référence 2022.